# Elleanthus caveroi
Elleanthus caveroi är en orkidéart som beskrevs av David Edward Bennett och Eric Alston Christenson. Elleanthus caveroi ingår i släktet Elleanthus och familjen orkidéer.
Artens utbredningsområde är Peru. Inga underarter finns listade i Catalogue of Life.